# 사우스노샘프턴셔

사우스노샘프턴셔의 위치

사우스노샘프턴셔(영어: South Northamptonshire)는 잉글랜드 노샘프턴셔주에 위치한 비도시 자치구로 중심 도시는 토스터이며 인구는 88,164명(2014년 기준), 면적은 634.0 km2이다.